# Rude Krzyże
Rude Krzyże (cz. Kunčický hřbet) – szczyt o wysokości 1053 m n.p.m., w południowo-zachodniej Polsce w Górach Bialskich w Sudetach Wschodnich.

## Położenie
Wzniesienie jest położone w Sudetach Wschodnich, na granicy polsko-czeskiej, w zachodnio-środkowej części Gór Bialskich, na terenie Śnieżnickiego Parku Krajobrazowego, na południowo-zachodnim rozrogu odchodzącym od Rudawca, między wzniesieniem Jawornik Graniczny (1026 m n.p.m.) po południowej stronie i wzniesieniem Rudawiec (1106 m n.p.m.) po północno-wschodniej stronie, około 3,9 km na południowy zachód od południowych obrzeży małej wioski Bielice.

## Fizjografia
Graniczne wzniesienie o zróżnicowanych zboczach i rozległym płaskim wierzchołku, z trudnym do określenia w terenie szczycie. Charakteryzuje się wyraźnie podkreślonymi stromymi zboczami: wschodnim i zachodnim, nieregularną rzeźbą i urozmaiconym ukształtowaniem. Zachodnie zbocze położone jest na obszarze Śnieżnickiego Parku Krajobrazowego, a najwyższy punkt wzniesienia leży na granicy. Wznosi się w grzbiecie odchodzącym na południowy zachód od Rudawca. Wyrasta minimalnie ponad wierzchowinę z prawie płaskiej grani granicznej za krawędzią „worka bialskiego”, między bliźniaczym wzniesieniem Jawornik Graniczny, wznoszącym się po południowo-wschodniej stronie i Rudawcem – po stronie północno-wschodniej. Stanowi boczną, południowo-zachodnią, spłaszczoną kulminację rozległej wierzchowiny masywu Orlika. Wzniesienie ma postać wydłużonej kopuły o rozległej, spłaszczonej powierzchni szczytowej o dość stromo opadających w większej odległości od szczytu zboczach: wschodnim i zachodnim, które schodzą w kierunku dolin. Zbocze wschodnie dość ostro opada do doliny Kunčický'ego potoku, położonej po czeskiej stronie, natomiast zbocze zachodnie stosunkowo stromo opada do doliny potoku Morawka. Zbocza: północno-wschodnie, północne i południowo-wschodnie prawie o niewidocznym spadku, niezauważalnie przechodzą w zbocza sąsiednich wzniesień. Zbocze północno-wschodnie przechodzi w zbocze wzniesienia Rudawiec, północno-zachodnie – w zbocze bliźniaczego wzniesienia Orlik, a południowo-wschodnie zbocze wąskim, prawie płaskim pasem granicznego grzbietu minimalnie opada w stronę załamania granicy, przechodząc w zbocze wzniesienia Jawornik Graniczny.
Położenie wzniesienia, kształt i wyraźnie podkreślona część szczytowa czynią wzniesienie rozpoznawalnym w terenie.
Przez szczyt wzniesienia przebiega kontynentalny dział wód. Oddziela on zlewisko Morza Bałtyckiego i Czarnego.

## Budowa
Wzniesienie jest w całości zbudowane ze skał metamorficznych łupków łyszczykowych i gnejsów gierałtowskich. Szczyt i zbocza wzniesienia pokrywa niewielkiej grubości warstwa młodszych osadów: glin, żwirów, piasków i lessów z okresu zlodowaceń plejstoceńskich oraz osadów powstałych w chłodnym, peryglacjalnym klimacie.
Powierzchnię szczytową oraz – częściowo – zbocz pokrywają niewielkie warstwy rudawców. Jest to twarda, rdzawa i żelazista warstwa gleby, utrudniająca przesiąkanie wody i hamująca rozwój korzeni. Rudawce tworzą się w procesach eluwialno-iluwialnych.

## Roślinność
Wzniesienie jest w całości porośnięte naturalnym lasem regla dolnego, a w partiach szczytowych – regla górnego. Zbocze wschodnie wzniesienia stanowi teren dziki i niecywilizowany, z rzadkimi gatunkami flory i fauny. Pod koniec XX wieku szczyt i jego okolice dotknęły zniszczenia związane z katastrofą ekologiczną w Sudetach. Obecnie w miejscach zniszczonego drzewostanu porasta świerkowy młodnik.

## Turystyka
Przez Rude Krzyże prowadzi szlak turystyczny:
- – zielony szlak z Bielic przez przełęcz Płoszczynę na Śnieżnik, w większości prowadzący granicą polsko-czeską.